# 好川純一
好川 純一（よしかわ じゅんいち、1939年3月7日 - ）は、日本の自動車技術者・実業家。トヨタ自動車取締役や、豊田紡織代表取締役社長、トヨタ紡織代表取締役会長、岡山大学経済学部特任教授等を歴任した。

## 人物・経歴
岡山県久米郡美咲町出身。1961年徳島大学工学部機械工学科卒業、トヨタ自動車工業入社。大野耐一に師事しトヨタ生産方式の整備にあたり、楠兼敬の下でトヨタ自動車生産調査室主査（部長）として、生産調査室の活動の確立を進めたのち、1988年トヨタ自動車取締役に昇格。トヨタ自動車高岡工場長、上郷工場長を経て、1994年豊田紡織取締役副社長。
1996年から豊田紡織代表取締役社長を務め、2004年にはアラコ、タカニチとの合併契約を締結し、トヨタ紡織への商号変更を行った。同年トヨタ紡織代表取締役会長。2008年トヨタ紡織相談役。2010年春の叙勲で旭日中綬章受章。同年中部品質管理協会会長。2014年中部品質管理協会顧問。
この間、日本経済団体連合会理事、日本自動車部品工業会理事、中部生産性本部副会長、愛知工研協会会長、岡山大学経済学部特任教授、中京大学大学院ビジネス・イノベーション研究科客員教授等も歴任した。

## 著書
- 『知恵を出せる人づくり』中部経済新聞社 2014年